# Johan von Holst (militär)
Johan Hübner von Holst, före adlandet 1817 adlad Holst, född den 19 maj 1774, död den 5 maj 1836, var en norsk-svensk militär. Han var son till Hans Gram Holst och far till Hans von Holst.

## Biografi
Holst blev officer i dansk tjänst 1789, adjutant hos prins Kristian August (som svensk tronföljare Karl August) 1803, överstelöjtnant och adjutant i svensk tjänst 1809 och adjutant hos kronprins Karl Johan 1810, generaladjutant 1814 och generalmajor i armén 1821. Holst stod först tronföljaren Karl August, senare Karl Johan nära, i synnerhet den senare som hans handsekreterare och oöverträffade hjälpreda. I juli 1810 var han tillsammans med Fredrik Otto Silfverstolpe svenska regeringens utsände till prins Fredrik Kristian II av Holstein-Augustenburg för att erbjuda denne svenskt tronföljarskap efter brodern.